# Death Disco
«Death Disco» es una canción de Public Image Ltd. La misma fue lanzada en sencillos de formatos 7" y 12" con "1/2 mix" of the song and "Megga mix" (una regrabación instrumental de "Fodderstompf", de First Issue) en la versión de 12". Alcanzó el número veinte en la lista UK Singles Chart.
La canción fue lanzada en una versión alternativa, bajo el nombre de "Swan Lake" en el segundo álbum del grupo, Metal Box, con ligeros cambios en el final.
"Death Disco" también se incluyó en el álbum en vivo de 1983 Live In Tokyo.
En su autobiografía, Rotten: No Irish, No Blacks, No Dogs, Lydon declaró que la canción fue escrita por su madre, quien moriría de cáncer poco después. En una entrevista para BBC TV news a las 09:10 del 7 de julio de 2010, habló de cómo su madre fue maltratada por la iglesia y que no le daría la extremaunción en el hospital donde murió. La canción expresa sus sentimientos acerca de esto como una especie de "terapia de grito '.

## Lista de canciones
Vínilo de 7"
1. «Death Disco» – 4:11
2. «No Birds Do Sing» – 4:37

Vinilo de 12"
1. «½ Mix» - 6:42
2. «Megga Mix» - 6:51

- Datos: Q2341173